# 5 червня
5 червня — 156-й день року (157-й в високосного року) в григоріанському календарі. До кінця року залишається 209 днів.

## Свята і пам'ятні дні

### Міжнародні
- ООН: Всесвітній день охорони довкілля.
- ООН: Міжнародний день боротьби з незаконним і нерегульованим рибальством.[1] (Прийнятий Організацією Об'єднаних Націй 5 грудня 2017 року)
- День бігу.
- День повітряних кульок.

### Національні
- Данія:
  - Національне свято Королівства Данія. День Конституції (1849)
  - День батька.
- Румунія: День вчителя.
- Казахстан: День еколога.
- Азербайджан: День меліоратора.
- Білорусь: День пам'яті Єфросинії Полоцької.
- Нова Зеландія: День посадки дерев.
- США: Національний день кетчупу і День імбирних пряників.

### Релігійні

#### Християнство
Католицька церква:
- День Святого Боніфатія.
- День Блаженної Маргарити Шевчик.

 Православна церква:
- Священномученика Дорофея, єпископа Тирського.
- Перенесення мощей блаженного Ігоря, великого князя Чернігівського і Київського.
- Блаженного Костянтина, митрополита Київського і всієї Руси.
- Мучеників Маркіана, Никандра, Іперехія, Аполлона, Леоніда, Арія, Горгія, Селінія, Іринія і Памвона.
- Преподобного Феодора, чудотворця.
- Преподобного Анувія, пустельника Єгипетського.
- Преподобного Дорофея, з обителі авви Серида.

### Іменини
✙ Православні: Ігор, Костянтин, Маркіян, Леонід, Теодор
✝  Католицькі:

## Події
- 1849 — Данія стала конституційною монархією
- 1882 — у Парижі відкрито Музей Гревен
- 1894 — у Львові розпочала роботу найбільша за всю історію Галичини Загальна Крайова виставка
- 1910 — у Києві відбувся перший політ на вітчизняному літаку конструкції професора Політехнічного інституту Олександра Кудашева, котрий сам же й виконував роль пілота. За 11 днів у повітря підняв свій літак і студент Ігор Сікорський
- 1919 — у ході українсько-польської війни 1918—1919 років розпочалася Чортківська офензива Української Галицької Армії (УГА), внаслідок якої від поляків було звільнено Чортків, Тернопіль, Бучач та Перемишляни
- 1945 — воєначальники союзних держав підписали в Берліні Декларацію про поразку Німеччини й прийняття верховної влади в ній урядами СРСР, США, Великої Британії й Франції
- 1977 — у продажу з'явився перший персональний комп'ютер Apple II
- 1990 — Всеукраїнський Православний Собор у Києві проголосив відродження Української Автокефальної Православної Церкви (УАПЦ), відновив церковну структуру у вигляді патріархату і обрав українським патріархом митрополита Мстислава Скрипника.
- 2014 — Війна на сході України: було звільнено місто Красний Лиман.

## Народились
Дивись також Категорія:Народились 5 червня
- 1723 — Адам Сміт, британський філософ, економіст, автор теорії трудової вартості
- 1805 — Петро Клодт, російський скульптор, автор постаті князя Володимира до Пам'ятника князю Володимиру у Києві. Був у дружніх стосунках з Тарасом Шевченком.
- 1819 — Джон Кауч Адамс, англійський астроном, математик і механік
- 1855 — Ернст Єдлічка, українсько-німецький піаніст. Син українського композитора Алоїза Єдлічки
- 1883 — Джон Мейнард Кейнс, англійський економіст
- 1895 — Михайло Яловий, український поет, прозаїк і драматург, розстріляний 1937 року в Соловецькому таборі
- 1909 — Олександр Мар'ямов, український журналіст і письменник
- 1925 — Микола Плав'юк, останній президент УНР в екзилі
- 1941 — Марта Аргерих, аргентинська піаністка
- 1941 — Анатолій Пузач, український футболіст і тренер
- 1941 — Барбара Брильська, польська акторка.
- 1984 — Віталій Пархомчук,  старший солдат Збройних Сил України, учасник російсько-української війни, Герой України.
- 1997 — Олег Плотницький, український волейболіст.

## Померли
Дивись також Категорія:Померли 5 червня
- 1316 — Людовик X Сварливий, король Франції у 1314-1316 роках та король Наварри у 1305-1316 (Людовик I).
- 1625 — Орландо Гіббонс, англійський композитор, органіст та клавесиніст.
- 1826 — Карл Марія фон Вебер, німецький композитор, диригент і піаніст.
- 1906 — Едуард Гартман, німецький філософ-ідеаліст.
- 1908 — Йозеф Ваґнер, австрійський військовий диригент та композитор, відомий як «король австрійського маршу».
- 1910 — О. Генрі, американський письменник
- 1975 — Павло Вірський, український танцівник і хореограф
- 1977 — Сліпі Джон Естес (справжнє ім'я Джон Адам Естес), американський блюзовий музикант.
- 1983 — Курт Танк, німецький авіаційний конструктор, льотчик-випробувач.
- 2004 — Рональд Рейган, 40-ий Президент США (1981–1989), 33-й губернатор Каліфорнії (1967–1975).
- 2012 — Рей Бредбері, американський письменник-фантаст.
- 2022 — Роман Кутузов,  російський воєначальник, ліквідований під час вторгнення в Україну. Герой Російської Федерації.